# 香淀駅
香淀駅（こうよどえき）は、広島県三次市作木町門田（もんで）にあった、西日本旅客鉄道（JR西日本）三江線の駅（廃駅）である。三江線の廃止に伴い、2018年（平成30年）4月1日に廃駅となった。

## 歴史
- 1963年（昭和38年）6月30日：三江南線（現在の三江線）の式敷駅 - 口羽駅間延伸に伴い、新設[1][2]。旅客営業のみの無人駅[3]。
- 1975年（昭和50年）8月31日：当駅を含む江津駅 - 三次駅間が全通したため三江南線が三江線の一部となり、当駅も三江線の所属となる。
- 1987年（昭和62年）4月1日：国鉄分割民営化により、西日本旅客鉄道へ承継[1]。
- 2018年（平成30年）4月1日：三江線の全線廃止に伴い、廃駅となる。

## 駅構造
三次方面に向かって左側に、単式ホーム1面1線を有する地上駅（停留所）であった。
浜田鉄道部が管理する無人駅であったが、ログハウス調の駅舎が設置されており、ホームには屋根付きのベンチがあった。ただし、自動券売機などは設置されなかった。

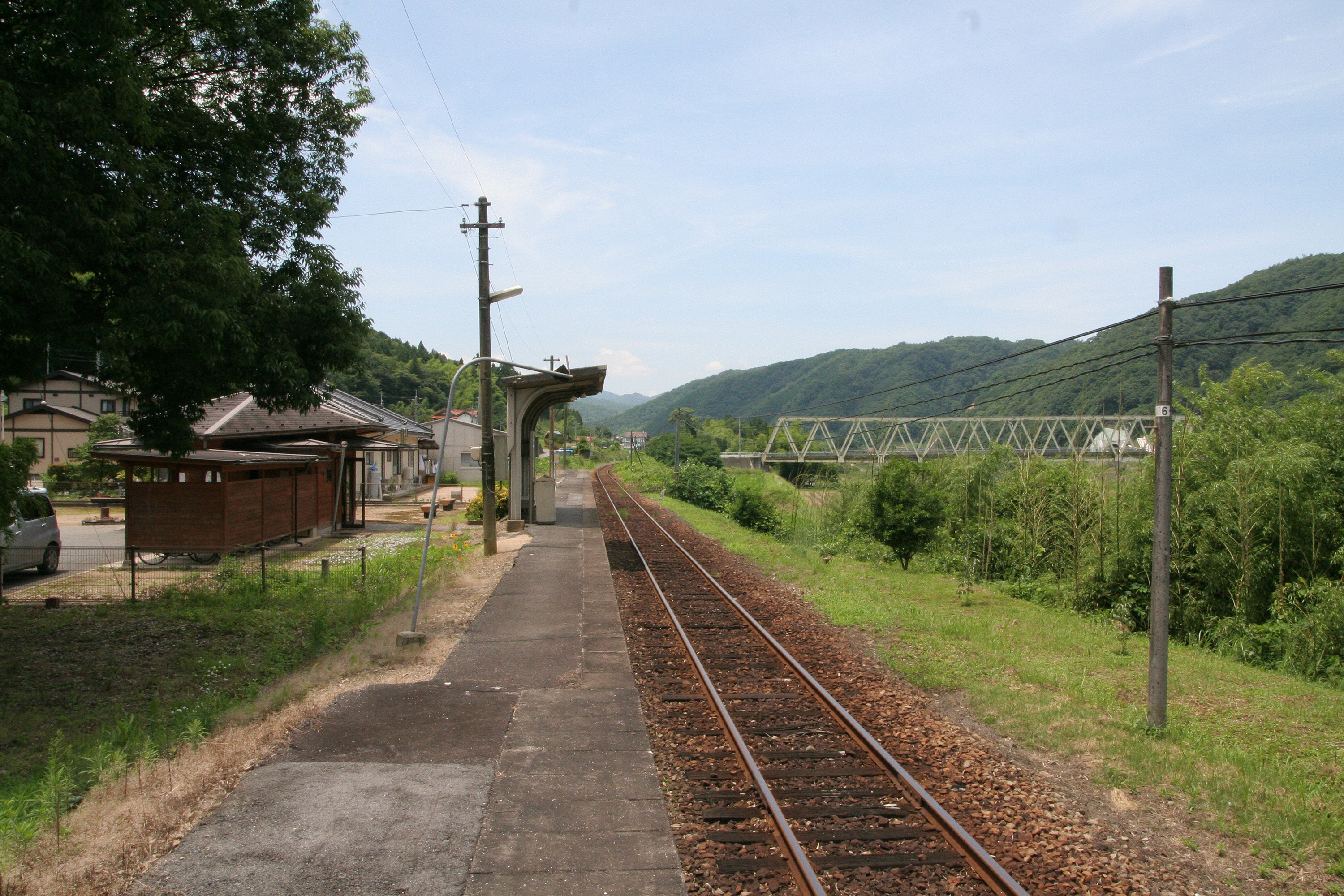
構内（2008年7月）
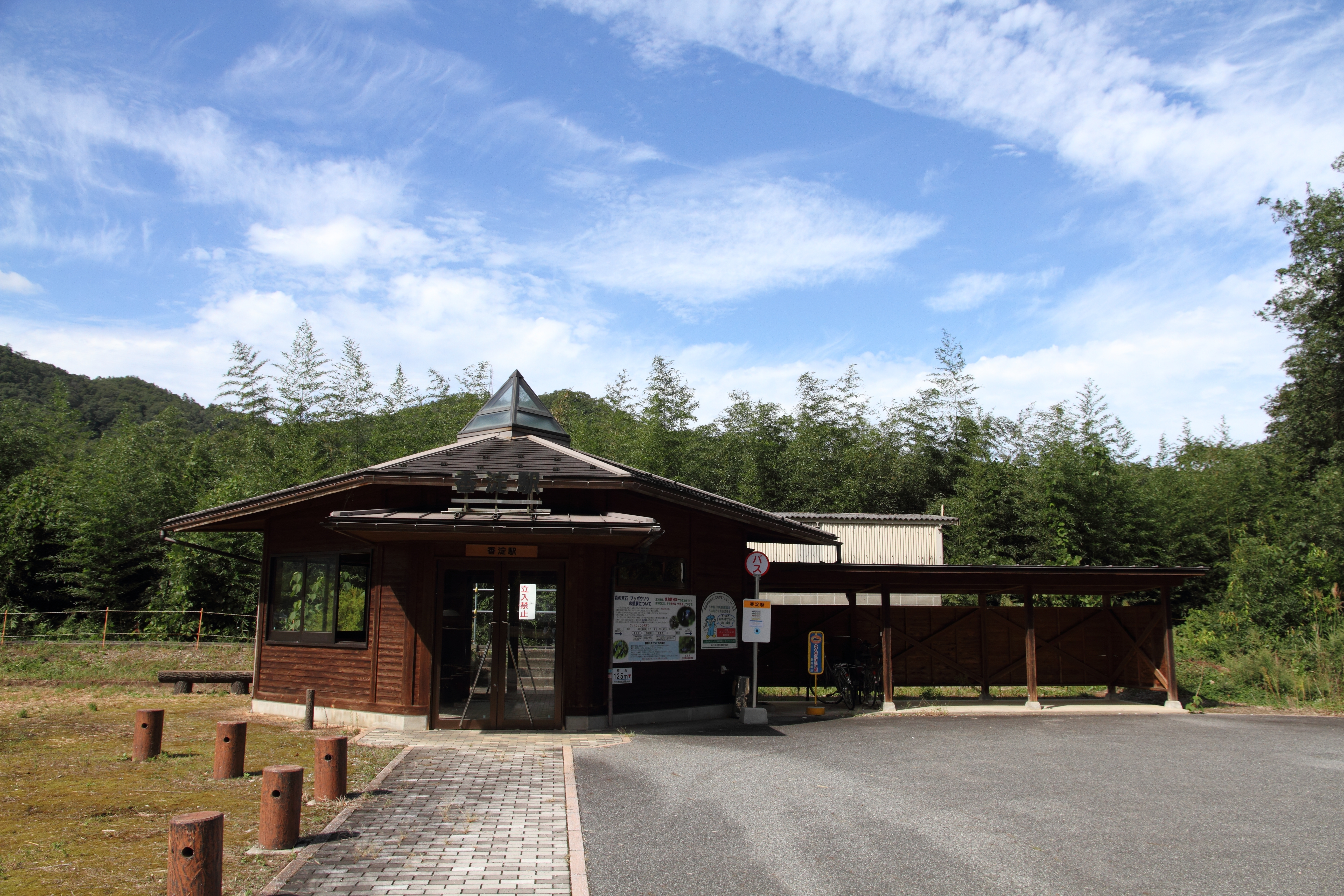
駅舎（2019年9月、ホームへ通じる階段に「立入禁止」という看板と柵がある）

## 利用状況
1日平均の乗車人員は以下の通り。
| 年度               | 1日平均 乗車人員 | 出典        |
| ------------------ | ---------------- | ----------- |
| 2002年（平成14年） | 5                | [ 4 ]       |
| 2003年（平成15年） |                  |             |
| 2004年（平成16年） |                  |             |
| 2005年（平成17年） |                  |             |
| 2006年（平成18年） |                  |             |
| 2007年（平成19年） |                  |             |
| 2008年（平成20年） |                  |             |
| 2009年（平成21年） |                  |             |
| 2010年（平成22年） |                  |             |
| 2011年（平成23年） | 5                | [ 5 ]       |
| 2012年（平成24年） | 4                | [ 5 ]       |
| 2013年（平成25年） | 5                | [ 5 ]       |
| 2014年（平成26年） | 8                | [ 5 ]       |
| 2015年（平成27年） | 7                | [ 5 ] [ 6 ] |
| 2016年（平成28年） | 7                | [ 5 ]       |
| 2017年（平成29年） | 2                | [ 5 ]       |

## 駅周辺
- 香淀郵便局
- 国道375号
- 広島県道436号香淀三次線

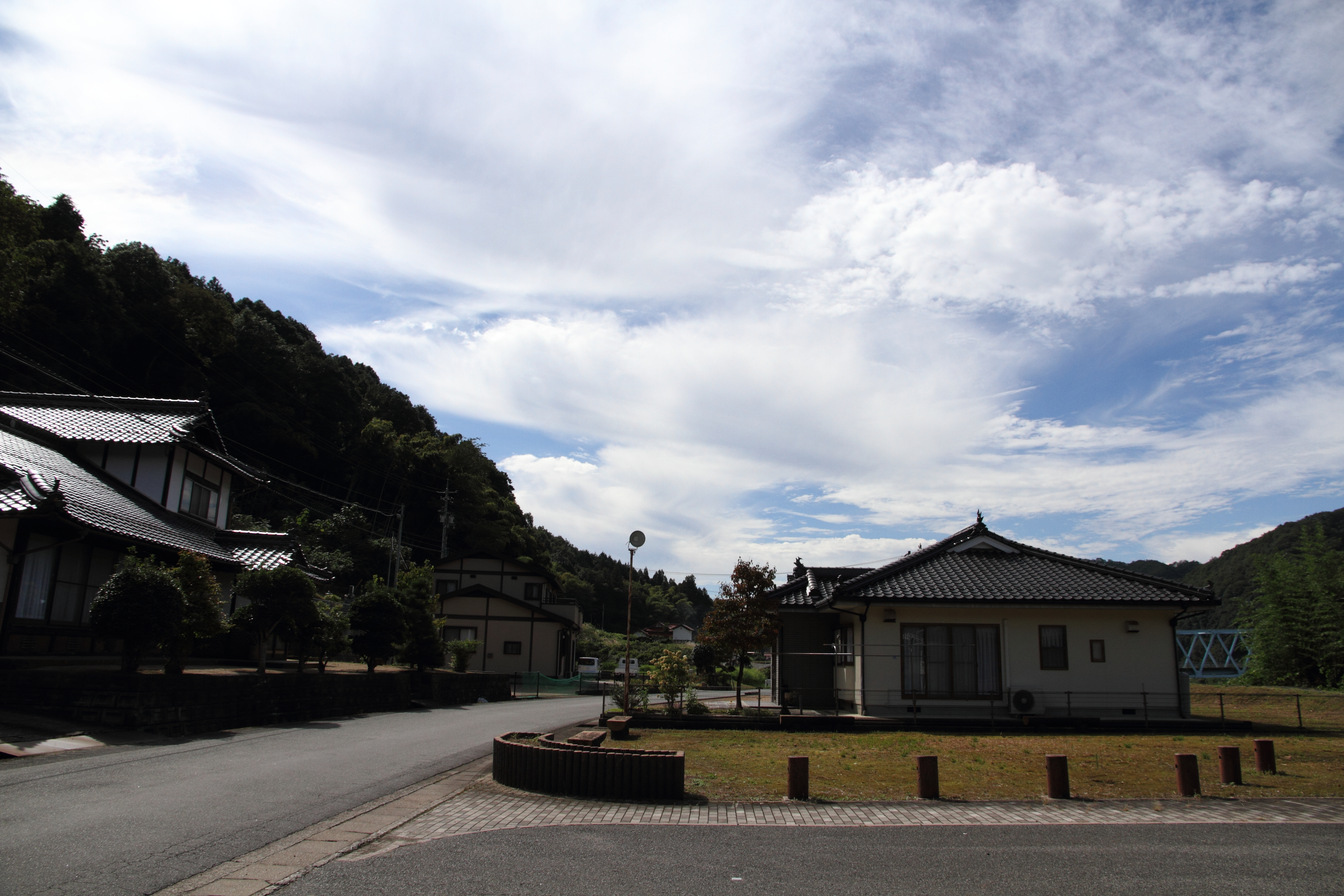
駅周辺（2019年9月）

- 江の川 - 駅西側に香淀大橋が架かっている。

## バス路線
君田交通の運行する「川の駅三次線」の一部と三次市民バス作木町線上地区ルート（火〜木運行）が「香淀駅」に停車する。

## その他
- 三江線活性化協議会により、石見神楽の演目名にちなんだ「羅生門」の愛称が付けられていた。起点方から見ると当駅より先はすべて広島県内の駅となり、石見神楽も広島県側への門を開くこととなる[9]。

## 隣の駅
西日本旅客鉄道（JR西日本）
 三江線
作木口駅 - 香淀駅 - 式敷駅